# Dehler 60
Die Dehler 60 ist die größte Segelyacht, die jemals von Dehler hergestellt wurde. Der Entwurf stammt von dem Konstruktionsbüro Simonis & Voogd und sollte der Werft nach eigenen Angaben dazu verhelfen, die Position unter den führenden Regatta Cruiser-Herstellern auszubauen. Die erste, im Juni 2008 ausgelieferte Dehler 60 blieb jedoch ein Einzelstück. Die Finanzkrise ab 2007 durchkreuzte die weitere Entwicklung des Unternehmens.